# Bergeickel
Bergeickel ist ein Ortsteil von Vorhelm (Stadt Ahlen) in Westfalen. Die Bauerschaft stellt die höchste Erhebung im Ortsgebiet von Vorhelm dar. Der Ort liegt auf einer Höhe von 106 m ü. NN nordöstlich von Ahlen an der Ahlener Straße. Im Norden befindet sich der Ortskern von Vorhelm und im Osten Vorhelm-Bahnhof.

## Geschichte
Entscheidend für die Besiedlung war das ehemalige Rittergut Haus Bergeickel, das heute zu Haus Vorhelm gehört. Es ist zu vermuten, dass die Topographie für diese Siedlungsstätte sprach, da die Umgebung weithin einsehbar war und die Bewohner des Ritterguts wie auch der anderen Höfe bei Angriffen frühzeitig gewarnt waren. Bis in das 20. Jahrhundert verfügte Haus Bergeickel über eine Gräfte als Rest einer früheren Verteidigungsanlage. Ungewöhnlich für die münsterländische  Kulturlandschaft ist die räumliche Nähe der Gehöfte untereinander. Dies kann damit begründet werden, dass das Rittergut und die herausgehobene Lage einen besonderen Schutz boten. 
Aufgrund einer bischöflichen Personenschätzung des Bischofs von Münster aus dem Jahre 1498 sind die bestehenden Gehöfte über 500 Jahre nachweisbar und teilweise über diese Zeitspanne hinweg in Familienbesitz. 
Erwähnt sind:
- Berchman (Bergmann) – heute Hötte-Lütke-Coßmann
- Ecklo – heute Thiemann,
- Hokelman – heute Höckelmann,
- Nagell – heute Hoppe-Nagel-Dieckmann
- Wijschman – heute Wiesmann-Vogel

Am 1. Januar 1975 wurde die Gemeinde Vorhelm in die Stadt Ahlen eingegliedert. Seitdem gehört auch Bergeickel zu Ahlen.

### Name
Der Name Bergeickel stammt wahrscheinlich von dem mittelhochdeutschen Wort Eicken für Eichen. Der Berg bezeichnet die deutliche Anhöhe, auf der die Bauerschaft liegt.